# Łysinin (wieś w województwie kujawsko-pomorskim)
Łysinin – wieś w Polsce, położona w województwie kujawsko-pomorskim, w powiecie żnińskim, w gminie Gąsawa.
Wieś duchowna Łysinino, własność opata kanoników regularnych w Trzemesznie pod koniec XVI wieku leżała w powiecie gnieźnieńskim województwa kaliskiego. W latach 1975–1998 miejscowość administracyjnie należała do województwa bydgoskiego. Według Narodowego Spisu Powszechnego (III 2011 r.) liczyła 356 mieszkańców. Jest czwartą co do wielkości miejscowością gminy Gąsawa.

## Zabytki
Według rejestru zabytków NID na listę zabytków wpisany jest dwór z 1926 r., nr rej.: A/250 z 12.10.1990.

## Związani z Łysininem
- Józef Nyka (1924–2021) – alpinista i taternik, popularyzator alpinizmu i turystyki górskiej oraz autor przewodników turystycznych.